# Mike Mangini
Mike Mangini, född den 18 april 1963 i  Newton, Massachusetts, är en amerikansk trummis. Tidigare har Mangini spelat i Dream Theater, Annihilator, Extreme, James LaBrie och med Steve Vai.
Han arbetade även som lärare på Berklee College of Music i Boston fram till 2011 och innehade fem rekord i tävlingen "World's Fastest Drummer".

## Början av karriären
Mike Mangini började spela trummor vid 5 års ålder. Han tränade omkring 6-10 timmar per dag och kunde redan vid 9 års ålder imitera Buddy Richs uppträdanden. När han började high school spelade han i flera skolband och deltog i den prestigefyllda All-County, All-State, och Eastern United States ensembler.
Efter att ha tagit examen vid Waltham Senior High School år 1981 lade Mangini trummorna på hyllan ett tag för att studera datavetenskap på Bentley College. Efter att ha tagit examen från Bentley College började han programmera mjukvara åt militären. Samtidigt arbetade han med ett program som studerade länkarna mellan människans kropp och hjärna.
1987 gjorde Mangini sitt första "stora" uppträdande då han spelade trummor för Rick Berlin Band i Boston, där han jobbade med basisten Philip Bynoe (som senare arbetade tillsammans med Mangini för Journeys Steve Perry och tillsammans med Steve Vais band). Han lärde även ut trummor privat i Boston under den här tiden.

## Senare i karriären
1991 började Mangini spela med thrash-metalbandet Annihilator. Han spelade trummor på flera låtar på bandets studioalbum Set the World on Fire och deltog på turnén för samma skiva fram till 1994.
År 1994 blev han tillfrågad att börja spela med bandet Extreme, för att ersätta originalmedlemmen Paul Geary. Mangini var god vän med Extremegitarristen Nuno Bettencourt sedan 1980-talet. Under sin tid i Extreme spelade han trummor på skivan " Waiting For The Punchline" som släpptes 1995. Under denna period deltog han även på ett uppträdande i "The Late Show with David Letterman". Under turnén med Extreme 1995 spelade han in fyra låtar med Nuno. Dessa låtar slutade i skivan Schizophonic efter att Nuno lämnat Extreme för att satsa på en solokarriär.
Efter att Extreme upplöstes 1996 blev Mangini informerad av trummisen Jonathan Mover att gitarristen Steve Vai sökte en trummis till sitt liveband. Mangini gjorde succé där och flyttade till Los Angeles. Från 1996 till början av år 2000 var Mangini en högt aktad trummis i Vais ensemble, som också inkluderade basisten Philip Bynoe, gitarristen Mike Keneally och under år 2000 gitarristen Dave Weiner. Mangini spelade även in trummorna på Steve Vais skivor Fire Garden och Ultrazone.
Efter år 2000 flyttade Mike tillbaka till Boston för att bli professor på Berklee College. Mangini började arbeta med den tidigare Extreme-frontaren Gary Cherone och basisten Pat Badge i bandet Tribe of Judah. Han fortsatte även arbeta med Dale Bozzio (Missing Persons) och spelade in flera låtar.
År 2005 fick han en fast anställning som professor på Berklee College of Music i Boston och var fram till 2011 en framträdande medlem i percussionavdelningen.
I slutet av 2010 deltog Mangini och sex andra trummisar i en audition för bandet Dream Theater, där han och övriga trummisar dokumenteras i miniserien "The Spirit Carries On".
Fredagen den 29 april 2011 meddelade Dream Theater att Mike Mangini är bandets nya trummis där han var medlem till 2023 då Dream Theater meddelade att bandets ursprungliga trummis Mike Portnoy skulle bli medlem i bandet igen. 

## Diskografi (urval)
Studioalbum med Dream Theater
- 2011 – A Dramatic Turn of Events
- 2013 – Dream Theater
- 2016 – The Astonishing
- 2019 – Distance Over Time
- 2021 – A View from the Top of the World

Studioalbum med Annihilator
- 1993 – Set the World on Fire
- 2004 – All for You
- 2007 – Metal